# Minitruck
Minitruck je hračka, jednoduché autíčko, vyráběné československou společností Směr. Její produkce začala roku 1986. Podoba jednotlivých vozidel (jednomístná kabina) pravděpodobně vycházela z automobilu Multicar M 22, ovšem podobnost lze nalézt i s autíčky značky Jean vyráběnými v Západním Německu. Z počátku existovaly čtyři verze hračky, a sice valník, rychlosklápěč, bagr a míchačka, přičemž rychlosklápěč se od valníku lišil podobou korby, která přesahovala přes kabinu autíčka.
Posléze přibyla druhá série modelů odlišující se od svých předchůdců průhlednou dvojmístnou kabinou. Nejprve se vyráběly čtyři druhy kamionů, jež se vzájemně lišily návěsem. K dispozici byla cisterna, skříňová mrazírna, valník a návěs převážející potrubí. Valníková úprava se sice prodávala samostatně, nicméně ji bylo možné po sejmutí nástavby vytvořit i z mrazírenské varianty. Obě dvě verze, jak valník, tak mrazírenský vůz, se navíc prodávaly za stejnou cenu. Posléze modernizací prošly i modely první série, jež rovněž získaly průhlednou dvoumístnou kabinu, a navíc se nabídka autíček rozšířila o jeřáb a automobil s žebříkem.